# Juan de Lezcano
Juan de Lezcano o Lazcano fue un marino guipuzcoano, nacido en Lazcano. Fue capitán general de la Armada durante el reinado de los Reyes Católicos,para quienes sirvió como excelente comandante. Estuvo casado con Leonor de Zúñiga.

## Biografía
En 1490 firma asiento en Sevilla para efectuar con sus naves la guarda del Estrecho (una flota organizada en 1482 como parte del dispositivo para el asalto final contra el reino de Granada). En la campaña de Granada presta servicios a los Reyes Católicos llevando moros al Norte de África. En 1493 persigue al corsario Juan de Cádiz y reconoce villas del reino de Tlemecén. En el viaje de vuelta trae personalidades del reino de Tlemecén, dispuestas a entregar sus respectivas villas y la de Melilla.

### Guerras de Italia
Participó en las campañas de Italia del Gran Capitán. Tomó parte en el asedio de Cefalonia (1500).
En 1503, cuando el Caballero de Rodas francés Pregent de Bidoux hostigó las líneas españolas con seis naves, Lezcano le persiguió con cuatro galeras, obligándole a refugiarse en la colonia veneciana de Otranto. Allí demandó que le entregasen al francés por haber tomado dos buques españoles, pero los venecianos se negaron aduciendo neutralidad y bloquearon el puerto con una cadena, pero Lezcano la rompió, entró en el puerto a la fuerza y recuperó los barcos. Antes de verse blanco de acciones mayores, Pregent entregó los prisioneros y la carga que había tomado de ellos y desfondó su propia flota.
Regresó Pregent a la campaña española con unas 35 embarcaciones, ahuyentando al almirante Bernardo de Vilamarí hasta Isquia, pero se le opuso un bloqueo español de Lezcano, Vilamarí y Ramón de Cardona en el puerto Gaeta. Poco después, Lezcano destacó en la de batalla del Garellano (28–29 de diciembre de 1503) dirigiendo la construcción y tendido de los pontones sobre el río. Con la victoria, los franceses fueron expulsados de Nápoles. Lezcano también trasladó a España la comitiva de Prospero Colonna que traía prisionero a César Borja.
La Crónica del Gran Capitán dice de Lezcano: 

Era varón de mucha virtud por la mar y aun por la tierra (...) tan bien afortunado que siempre salía en todas sus refriegas victorioso.

### Posterioridad
En la Jornada de Mazalquivir, para facilitar el desembarco de las tropas, Lezcano y Flórez de Marquina forraron tres naos con sacos de lana y algas a modo de blindaje y las llenaron de toda la artillería posibles, incluyendo falconetes y ribadoquines múltiples. Equipadas de esta manera, las acercaron a la fortaleza de Mazalquivir, sometiéndola a un intenso bombardeo, por lo que los tiros de los cañones de la fortaleza se centraron sobre su nave y la de Flórez con escaso efecto, permitiendo el desembarco de las tropas.
Puede por ello considerarse a estos españoles como precursores de los acorazados o barcos blindados.
En 1512 escoltó a la flota inglesa que trajo a España a los arqueros ingleses liderados por Thomas Grey que iban a apoyar la conquista de Navarra por las tropas de Fernando el Católico. En 1518 aún era comandante con la venida de Carlos I de España y V de Alemania.